# Mikko Hirvonen
Mikko Hirvonen (Finlândia, 31 de Julho de 1980) é um piloto finlandês de rallies, está presente no Campeonato Mundial de Rali (WRC).

## Carreira
Sendo um dos pilotos mais novos em competição, fez a sua estreia como sendo o terceiro piloto oficial da equipa da Ford na temporada de 2003, tendo marcado no final da temporada 1 ponto. Mudou-se para a Subaru onde foi companheiro de equipa de Petter Solberg, na temporada de 2004, mas devido á sua falta de competitividade e poucos resultados, voltou a mudar de construtor na temporada de 2005.
Mudou-se para Ford, e ao volante de um Ford Focus com 2 anos, chegou a liderar um rallie nessa temporada, acabando por conquistar um 3º lugar no Rali da Catalunha, como piloto privado.
Hirvonen começou a mostrar a sua capacidade ao volante e mais tarde a equipa oficial da Ford, escolheu-o para fazer equipa com Marcus Grönholm, na temporada de 2006, tendo como carro o novo Ford Focus WRC.
Na temporada de 2006, Hirvonen ganhou o seu primeiro rali na Austrália. Ficou em 2º no Rali da Sardenha, Rali da Turquia e no Rali da Nova Zelândia. Terminou no podium em seis ralis seguidos, acabando no final da temporada por garantir o 3º lugar na geral.
Na temporada de 2007, Hirvonen começou com um 5º lugar no Rali de Monte Carlo e um 3º lugar no Rali da Suécia. Conseguiu a segunda vitória no WRC na estréia do Rali da Noruega, e venceu depois o Rali do Japão e o Rali da Grã-Bretanha.
Hirvonen anunciou a 6 de novembro de 2014 a sua saída do Campeonato Mundial de Ralis WRC por alturas do início da derradeira prova da temporada de 2014, o Rali de Gales/Inglaterra. 

## Vitórias

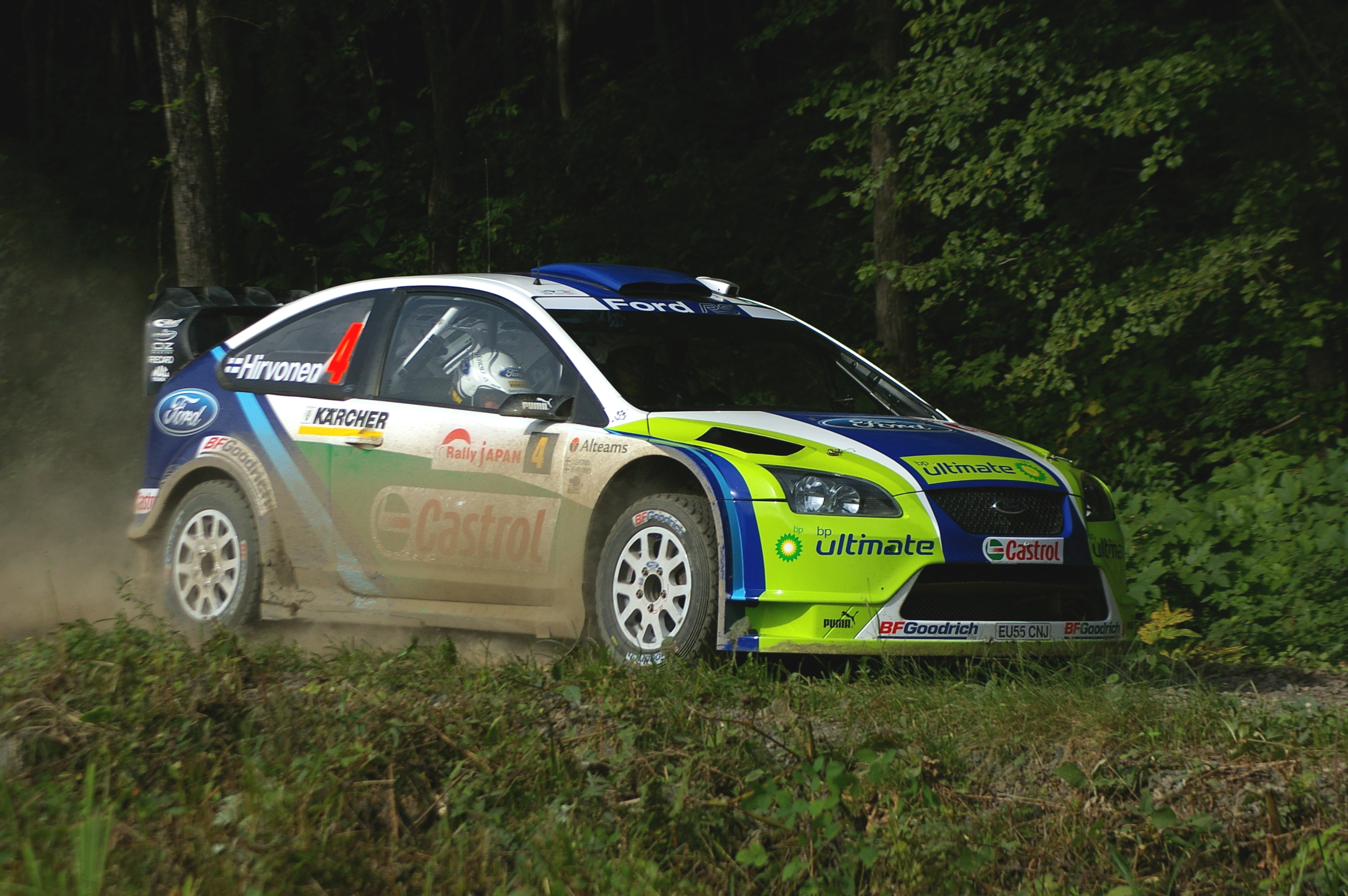
Hirvonen conduzindo o Ford Focus WRC no Rali do Japão.

| #  | Evento                            | Temporada | Co-piloto      | Carro                |
| -- | --------------------------------- | --------- | -------------- | -------------------- |
| 1  | 19th Telstra Rally Australia      | 2006      | Jarmo Lehtinen | Ford Focus RS WRC 06 |
| 2  | 2nd Rally Norway                  | 2007      | Jarmo Lehtinen | Ford Focus RS WRC 06 |
| 3  | 4th Rally Japan                   | 2007      | Jarmo Lehtinen | Ford Focus RS WRC 07 |
| 4  | 63rd Wales Rally of Great Britain | 2007      | Jarmo Lehtinen | Ford Focus RS WRC 07 |
| 5  | 26th Jordan Rally                 | 2008      | Jarmo Lehtinen | Ford Focus RS WRC 07 |
| 6  | 9th Rally of Turkey               | 2008      | Jarmo Lehtinen | Ford Focus RS WRC 08 |
| 7  | 5th Rally Japan                   | 2008      | Jarmo Lehtinen | Ford Focus RS WRC 08 |
| 8  | 56th Acropolis Rally of Greece    | 2009      | Jarmo Lehtinen | Ford Focus RS WRC 09 |
| 9  | 66th Rally of Poland              | 2009      | Jarmo Lehtinen | Ford Focus RS WRC 09 |
| 10 | 59th Neste Oil Rally Finland      | 2009      | Jarmo Lehtinen | Ford Focus RS WRC 09 |
- Commons